# جهاز توليد الأكسجين

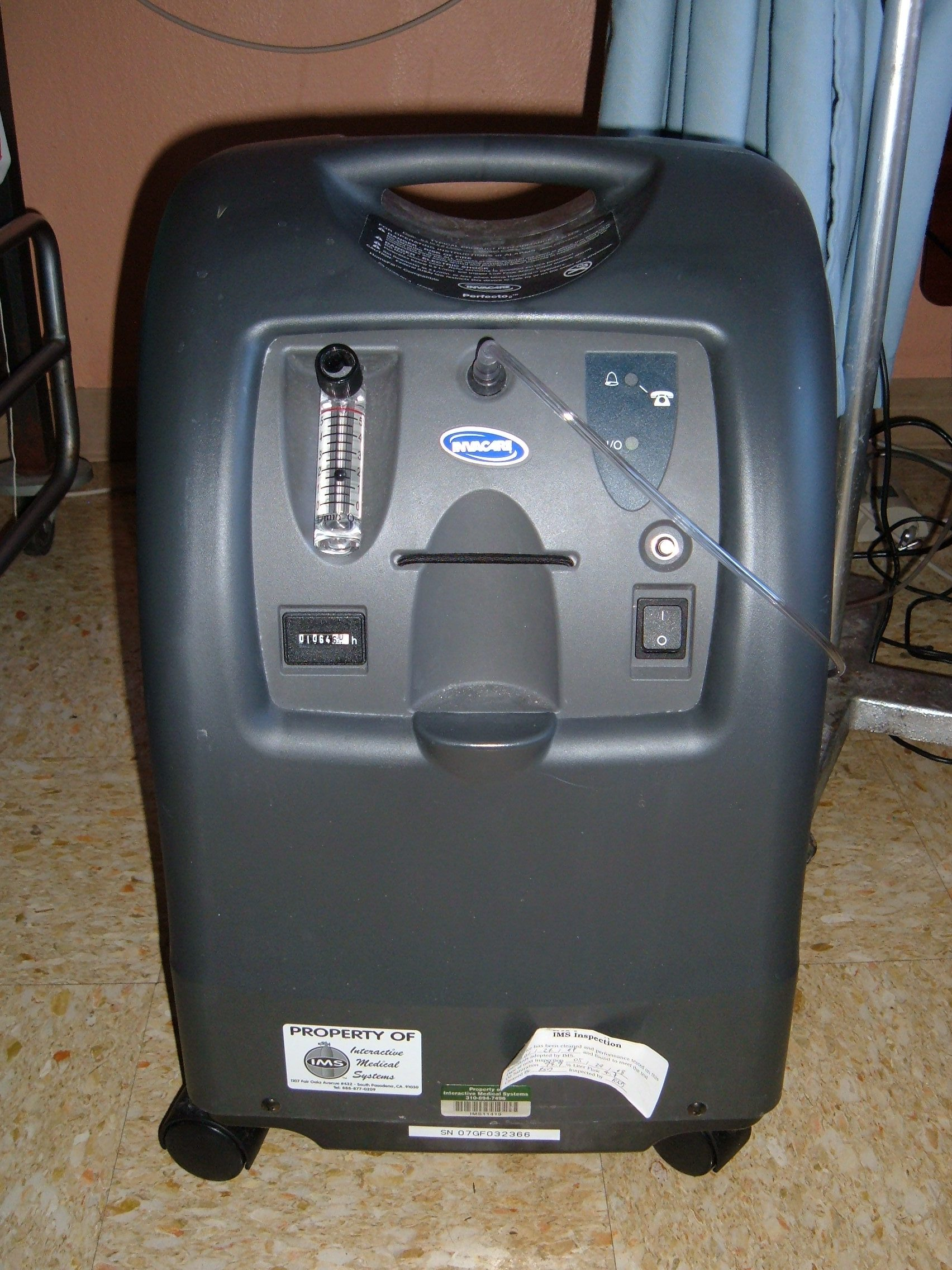
جهاز متنقل لتوليد الأكسجين يستخدم لأغراض طبية.

جهاز توليد الأكسجين  هو جهاز يقوم بزيادة تركيز غاز الأكسجين في الوسط المحيط. يستخدم هذا الجهاز في المجالات الطبية، حيث يستخدم للمرضى الذين يكونون بحاجة إلى الأكسجين بشكل منتظم. يعد استخدام هذا الجهاز لتوليد الأكسجين إحدى الوسائل في العلاج بالأكسجين.
يمكن أن يستخدم جهاز توليد الأكسجين خارج النطاق الطبي وذلك كأحد وسائل السلامة. على سبيل المثال، أقرت إدارة الطيران الفيدرالية استعمال أجهزة توليد الأكسجين في خطوط الطيران التجارية.

## اقرأ أيضاً
- مولد الأكسجين الكيميائي